# 什地镇
什地镇，是中华人民共和国四川省德阳市绵竹市下辖的一个乡镇级行政单位。

## 行政区划
什地镇下辖以下地区：
圣宫社区、五方村、绵河村、合结村、同义村、共和村、双瓦村和红社村。